# Парламентские выборы в Германии (1874)
Парламентские выборы в Германии 1874 года состоялись 10 января и стали вторыми в истории Германской империи выборами в имперский парламент — Рейхстаг. Явка избирателей составила 61,2 %, что было значительно выше, чем на предыдущих выборах в 1871 году.
Крупнейшими партиями Рейхстага остались Национал-либералы и центристы значительно увеличившие своё представительство в Рейхстаге, в то время как правые, консерваторы, имперские либералы и свободные консерваторы, понесли большие потери. Национал-либералы завоевали 154 мандата (38,8 %), что стало их лучшим результатом за всю историю участия в выборах в Рейхстаг Германской империи. Беспокойство германских элит, в т. ч. рейхсканцлера Отто фон Бисмарка, вызвал успех социал-демократов, которые смогли увеличить число своих депутатов с 2 до 9.
Впервые в Рейхстаг были избраны депутаты от имперской земли Эльзас-Лотарингия, которая официально стала частью Германской империи уже после выборов 1871 года. Во всех 15 округах Эльзас-Лотарингии победили профранцузские регионалисты; лишь на выборах в рейхстаг 1890 года немецким партиям впервые удалось получить мандаты от этой земли.

## Избирательная система
К голосованию были допущены подданные мужского пола старше 25 лет.
Выборы проводились по мажоритарной системе в 382 округах. Для избрания требовалось набрать абсолютное большинство голосов. В случае, если победитель не получал абсолютного большинства, проводился второй тур между двумя кандидатами, набравшими больше всего голосов.

## Результаты
Сторонники политики рейхсканцлера Отто фон Бисмарка, то есть национал-либералы, свободные консерваторы, прогрессисты и «старые либералы», получили большинство мест (235 из 397).
Итоги выборов в Рейхстаг Германской империи 10 января 1874 года
| Партии                                     | Партии                                         | Партии                                                     | Партии                                          | Лидер                  | Голоса    | Голоса | Голоса | Места | Места |
| Партии                                     | Партии                                         | Партии                                                     | Партии                                          | Лидер                  | #         | %      | +/−    | Места | +/−   |
| ------------------------------------------ | ---------------------------------------------- | ---------------------------------------------------------- | ----------------------------------------------- | ---------------------- | --------- | ------ | ------ | ----- | ----- |
|                                            |                                                | Национал-либеральная партия                                | нем. Nationalliberale Partei, NLP               | Рудольф фон Беннигсен  | 1 394 250 | 26,9   | ▼2,1   | 147   | ▲30   |
|                                            | Имперская либеральная партия                   | нем. Liberale Reichspartei, LRP                            | Хлодвиг Гогенлоэ                                | 98 072                 | 1,9       | ▼5,2   | 8      | ▼25   |       |
| Имперские либералы                         | Имперские либералы                             | Имперские либералы                                         | Имперские либералы                              | Имперские либералы     | 1 492 322 | 28,8   | ▼7,3   | 155   | ▲5    |
|                                            |                                                | Германская прогрессистская партия                          | нем. Deutsche Fortschrittspartei, DFP           |                        | 458 133   | 8,8    | ▼0,2   | 48    | ▲3    |
|                                            | Немецкая народная партия                       | нем. Deutsche Volkspartei, DtVP                            | Леопольд Зоннеманн                              | 39 110                 | 0,8       | ▬      | 1      | ▬     |       |
| Левые либералы                             | Левые либералы                                 | Левые либералы                                             | Левые либералы                                  | Левые либералы         | 497 243   | 9,6    | ▼0,2   | 49    | ▲3    |
|                                            | Другие либералы                                | Другие либералы                                            | Другие либералы                                 | Другие либералы        | 92 787    | 1,9    | ▼0,8   | 4     | ▼4    |
| Либералы                                   | Либералы                                       | Либералы                                                   | Либералы                                        | Либералы               | 2 082 352 | 38,9   | ▼9,3   | 208   | ▲4    |
|                                            |                                                | Партия Центра                                              | нем. Deutsche Zentrumspartei, DZP               | Герман фон Маллинкродт | 1 438 792 | 27,7   | ▲9,1   | 91    | ▲30   |
| Католики                                   | Католики                                       | Католики                                                   | Католики                                        | Католики               | 1 438 792 | 27,7   | ▲9,1   | 91    | ▲30   |
|                                            |                                                | Немецкая имперская партия                                  | нем. Deutsche Reichspartei, DRP                 | Виктор I фон Ратибор   | 388 840   | 7,5    | ▼1,3   | 32    | ▼5    |
|                                            | Консервативная партия                          | нем. Konservative Partei, KP                               |                                                 | 352 050                | 6,8       | ▼6,7   | 21     | ▼35   |       |
|                                            | Другие консерваторы                            | Другие консерваторы                                        | Другие консерваторы                             | 21 546                 | 0,4       | ▬      | 1      | ▬     |       |
| Консерваторы                               | Консерваторы                                   | Консерваторы                                               | Консерваторы                                    | Консерваторы           | 762 436   | 14,7   | ▼8,0   | 54    | ▼40   |
|                                            |                                                | Эльзас—Лотарингия                                          | нем. Elsaß-Lothringer                           |                        | 234 545   | 4,5    | новые  | 15    | новые |
|                                            | Польская партия                                | нем. Polnische Partei                                      |                                                 | 208 797                | 4,0       | ▼0,5   | 14     | ▲1    |       |
|                                            | Датская партия                                 | нем. Dänische Partei                                       |                                                 | 19 856                 | 0,4       | ▼0,1   | 1      | ▬     |       |
| Меньшинства                                | Меньшинства                                    | Меньшинства                                                | Меньшинства                                     | Меньшинства            | 463 198   | 8,9    | ▼3,4   | 30    | ▲16   |
|                                            |                                                | Всеобщий германский рабочий союз                           | нем. Allgemeiner Deutscher Arbeiterverein, ADAV | Вильгельм Газенклевер  | 179 250   | 3,5    | ▲2,1   | 3     | ▲3    |
|                                            | Социал-демократическая рабочая партия Германии | нем. Sozialdemokratische Arbeiterpartei Deutschlands, SDAP | Август Бебель Вильгельм Либкнехт                | 171 873                | 3,3       | ▲2,2   | 7      | ▲6    |       |
| Социалисты                                 | Социалисты                                     | Социалисты                                                 | Социалисты                                      | Социалисты             | 351 123   | 6,8    | ▲5,2   | 10    | ▲9    |
|                                            | Немецкая ганноверская партия                   | Немецкая ганноверская партия                               | нем. Deutsch-Hannoversche Partei, DHP           |                        | 73 436    | 1,4    | ▼0,5   | 4     | ▼3    |
|                                            | Другие                                         | Другие                                                     | Другие                                          | Другие                 | 18 917    | 0,4    | ▼0,1   | 0     | ▬     |
|                                            |                                                |                                                            |                                                 |                        |           |        |        |       |       |
| Всего                                      | Всего                                          | Всего                                                      | Всего                                           | Всего                  | 5 190 254 | 100,00 |        | 397   | ▲15   |
| Зарегистрировано/Явка                      | Зарегистрировано/Явка                          | Зарегистрировано/Явка                                      | Зарегистрировано/Явка                           | Зарегистрировано/Явка  | 8 523 446 | 61,2   | ▲10,2  | ▲10,2 | ▲10,2 |
|                                            |                                                |                                                            |                                                 |                        |           |        |        |       |       |
| Источник: - Wahlen in Deutschland bis 1918 |                                                |                                                            |                                                 |                        |           |        |        |       |       |

1. ↑  Либеральные партикуляристы Шлезвиг-Гольштейна (0,3 %), «старые либералы» (0,3 %) и независимые либералы (1,3 % и 4 места).
2. ↑  Независимые консерваторы (0,3 % и 1 место) и консервативные партикуляристы Гессен-Касселя (0,1 %).
3. ↑  Католики-клерикалы (2,0 % и 9 мест), протестующие (1,6 % и 6 мест) и автономисты (0,9 %).

## Фракции 2-го Рейхстага
Во 2-м Рейхстаге несколько депутатов не вошли во фракцию партии от которой баллотировались и остались независимыми. К центральной фракции Три депутата от Немецкой Ганноверской партии присоединились к фракции Партии Центра. Девять депутатов от двух социал-демократических партий сформировали совместную парламентскую группу. Численность парламентских групп на первой сессии 2-го Рейхстага:
| Национал-либералы      | 150 |
| Центристы              | 094 |
| Прогрессисты           | 049 |
| Свободные консерваторы | 031 |
| Староконсерваторы      | 021 |
| Польская фракция       | 013 |
| Социал-демократы       | 09  |
| Независимые            | 030 |
| Вакантные мандаты      | 006 |

В дальнейшем состав отдельных фракций менялся за счёт довыборов и перехода депутатов.